# Angie Girl
Angie Girl (女王陛下のプティアンジェ?, Joō-heika no Puti Anje) è un anime televisivo prodotto dalla Nippon Animation nel 1977. Angie è una specie di Sherlock Holmes al femminile. In Italia arrivo nel 1982 su Italia 1 poi su rete 4 poi vari reti locali come euro TV e Italia 7 ci furono repliche su Italia 1.

## Trama
La vicenda è ambientata nella Londra del diciannovesimo secolo e segue Angie, un'aristocratica fanciulla di dodici anni che lavora come detective. L'anime si concentra su Angie mentre risolve una serie di reati a fianco agli investigatori di Scotland Yard.

## Personaggi
| Personaggio       | Doppiatore originale | Doppiatore italiano |
| ----------------- | -------------------- | ------------------- |
| Angie             | Keiko Han            | Monica Cadueri      |
| Frankie           | Seiko Nakano         | Riccardo Rossi      |
| Tucker            |                      | Giuliano Santi      |
| Michael           | Kazuyuki Sogabe      | Leo Valeriano       |
| Lady Barbara      | Miyoko Asou          | Monica Cadueri      |
| Ispettore Jackson | Ichirō Nagai         | Leo Valeriano       |

## Sigla italiana
La sigla italiana Angie è stata incisa da Chelli & Chelli.

## Episodi
| Nº | Titolo italiano Giapponese 「Kanji」 - Rōmaji                                              | In onda          | In onda |
| Nº | Titolo italiano Giapponese 「Kanji」 - Rōmaji                                              | Giapponese       |         |
| 1  | Un regalo da sua maestà la regina 「女王さまのペンダント」 - Jō-sama no Pendanto           | 13 dicembre 1977 |         |
| 2  | Silente notte santa notte 「きよしこの夜」 - Kiyoshi Kono Yoru                             | 20 dicembre 1977 |         |
| 3  | Te per due 「二人でお茶を」 - Ni Nin de Ocha o                                             | 27 dicembre 1977 |         |
| 4  | Il segreto della bambola col carillon 「オルゴール人形の秘密」 - Orugōru Ningyō no Himitsu | 10 gennaio 1978  |         |
| 5  | Un buon cavallo rubato 「消えたダービー馬」 - Kieta Dābī Ba                                | 17 gennaio 1978  |         |
| 6  | La maledetta maschera d'oro 「呪いの黄金仮面」 - Noroi no Ōgon Kamen                       | 24 gennaio 1978  |         |
| 7  | Angie trova uno stivale andando a caccia 「狩りの日のブーツ」 - Kari no Hi no Būtsu        | 31 gennaio 1978  |         |
| 8  | Un ladro nella notte del ballo 「舞踏会の夜の泥棒」 - Butōkai no Yoru no Dorobō            | 7 febbraio 1978  |         |
| 9  | Il mistero del rosso a Londra 「ロンドンの赤い謎?!」 - Rondon no Akai Nazo?!               | 14 febbraio 1978 |         |
| 10 | Il viaggio temerario del treno dell'oro 「暴走!金塊列車」 - Bōsō! Kinkai Ressha            | 21 febbraio 1978 |         |
| 11 | Un gorilla attacca la città 「恐怖のゴリラ事件」 - Kyōfu no Gorira Jiken                   | 28 febbraio 1978 |         |
| 12 | Un fantasma in una notte di nebbia 「霧の夜の亡霊」 - Kiri no Yoru no Bōrei                | 7 marzo 1978     |         |
| 13 | Il mistero del vecchio castello 「古城の怪事件」 - Kōjō no Kai Jiken                       | 14 marzo 1978    |         |
| 14 | Una terribile fuga 「凶悪の逃亡犯」 - Kyōaku no Tōbōhan                                    | 28 marzo 1978    |         |
| 15 | Caccia al fantomatico ladro 「怪盗Xを追え!」 - Kaitō o Oe!                                 | 4 aprile 1978    |         |
| 16 | Il principe Harold è stato rapito 「ハロルド王子さらわる!」 - Harorudo Ōji Sarawaru!       | 11 aprile 1978   |         |
| 17 | Il castello di fuoco 「炎の館」 - Honō no Kan                                              | 18 aprile 1978   |         |
| 18 | Il furto della statua 「盗まれた仏像のゆくえ」 - Nusumareta Butsuzō no Yukue               | 25 aprile 1978   |         |
| 19 | La mongolfiera rubata 「嵐のハイジャック!」 - Arashi no Haijakku!                          | 9 maggio 1978    |         |
| 20 | La canzone del pirata fantasma 「唄う幽霊船の謎」 - Utau Yūreisen no Nazo                  | 16 maggio 1978   |         |
| 21 | La sfida del lillà nero 「黒ユリの挑戦」 - Kuroyuri no Chōsen                              | 23 maggio 1978   |         |
| 22 | Il falsario 「ニセ札犯はだれだ!」 - Nisesatsuhan ha Dareda!                                | 30 maggio 1978   |         |
| 23 | Monete d'oro sparse 「謎のビクトリア金貨」 - Nazo no Bikutoria Kinka                       | 6 giugno 1978    |         |
| 24 | Due ballerine 「オペラ・ハウスの怪人」 - Opera・Hausu no Kaijin                            | 13 giugno 1978   |         |
| 25 | Collegamento con Dover 「ドーバーコネクション」 - Dōbākonekushon                           | 20 giugno 1978   |         |
| 26 | Un regalo dall'India 「インドからのプレゼント」 - Indokara no Purezento                    | 27 giugno 1978   |         |